# Tàlpids
Els tàlpids (Talpidae), també anomenats talpes o talpons, són membres de la família de mamífers de l'ordre dels eulipotifles els quals viuen sota terra, cavant forats. Algunes espècies són aquàtiques o semiaquàtiques. Aquesta família inclou els talps i animals semblants, com l'almesquera.
Tenen el cos cilíndric i sense coll, cobert de pell, amb ulls petits; les orelles no són generalment visibles. Tenen pèls al musell i a la cua, ja que són òrgans sensibles o tàctils. Les seves potes estan proveïdes de fortes i grans ungles que utilitzen per a cavar galeries que poden arribar als 150 m de longitud. Les seves potes són curtes i estan reforçades.
El seu cos pot assolir la longitud de 17 cm, tot i que les femelles són més grosses que els mascles. La seva cua acostuma a mesurar uns 4 cm i el seu pes oscil·la entre 1 i 5 kg. Els seus nius, acoixinats amb fullam, es troben a uns 5 m de profunditat, on acumulen cucs de terra i altres invertebrats per alimentar-se.
Se'n poden trobar generalment en terres de cultiu, prats o jardins i, en menor quantitat, als boscos. Pel que fa a la reproducció, poden arribar a tenir dues ventrades anuals de fins a cinc cries cadascuna, assolint -els joves- la maduresa reproductiva a l'any següent d'haver nascut.
Es poden trobar tàlpids a Nord-amèrica, Europa i Àsia.

## Anatomia
Els tàlpids varien en grandària, trobant des dels talps musaranya que mesuren entorn a 2,4 cm i pesen menys de 12 g, a l'almesquera siberiana (Desmana moschata), que arriba fins als 20 cm i 550 g de pes.
Els talps excavadors han desenvolupat una sèrie d'especialitzacions evolutives per a la seva vida subterrània. El seu cos és fusiforme, més típic d'animals aquàtics. Els seus ulls són diminuts i a vegades estan coberts de pell, fet del qual va servir Darwin en la seva teoria de la selecció natural al·legant que els talps no necessiten el sentit de la vista en els ambients subterranis i que mantenir-la suposava un excés d'energia inútil.
Manquen de pavelló auricular extern. Els talps confien principalment en el seu sentit del tacte i posseeixen vibrisses a cara, extremitats i cua. El seu musell flexible és especialment sensible.
Les seves potes, curtes i fortes, estan proveïdes de fortes i grans ungles que utilitzen per a furgar galeries, les quals poden arribar a assolir fins a 150 cm de longitud. Els colzes es troben desplaçats dorsalment i girats, de manera que les palmes de les extremitats anteriors queden orientada cap endarrere, potenciant l'acció d'excavar. La seva pell fina i suau facilita el moviment pel cau, tant cap endavant com cap endarrere. En els mascles el penis queda orientat cap endarrere i manquen d'escrot.
Les almesqueres són aquàtiques. Habiten llocs pròxims a l'aigua i s'han especialitzat a nedar i caçar sota l'aigua. Per a això s'ajuden d'unes potes palmades i d'una cua llarga i plana. La seva pell té un pèl suau i sedós, la qual cosa ha fomentat la seva caça durant anys. Són capaços de tancar les finestres del nas i oïda quan estan nedant.
Els tàlpids tenen una dentició poc especialitzada. La seva fórmula dentària és:
{\displaystyle {\tfrac {2-3.1.3-4.3}{1-3.0-1.3-4.3}}}

## Classificació
- Incertae sedis
  - Anomodon †[3]
- Subfamília Scalopinae[4]
  - Tribu Condylurini[5]
    - Gènere Condylura
      - Condylura cristata Talp de musell estrellat[6]

  - Tribu Scalopini
    - Gènere Parascalops
      - Parascalops breweri Talp de cua peluda[7]

    - Gènere Scalopus
      - Scalopus aquaticus Talp nord-americà oriental[8][9]

    - Gènere Scapanulus
      - Scapanulus oweni Talp de Kansu[10]

    - Gènere Scapanus
      - Talp de peus amples (Scapanus latimanus)[11][12][13][14]
      - Talp costaner del Pacífic (Scapanus orarius)[15][16]
      - Talp de Townsend (Scapanus townsendii)[17]
- Subfamília Talpinae[18]
  - Tribu Desmanini
    - Gènere Desmana
      - Almesquera siberiana (Desmana moschata)[19]

    - Gènere Galemys (amb una única espècie: l'almesquera)
      - Almesquera (Galemys pyrenaicus)[20][21][22]

  - Tribu Neurotrichini
    - Gènere Neurotrichus
      - Talp musaranya nord-americà (Neurotrichus gibbsii)[23]

  - Tribu Scaptonychini
    - Gènere Scaptonyx
      - Talp cuallarg (Scaptonyx fusicaudus)[24]

  - Tribu Talpini
    - Gènere Euroscaptor
      - Talp xinès gros (E. grandis)[25]
      - Talp de Kloss (E. klossi)[26]
      - E. kuznetsovi[27]
      - Talp de musell llarg (E. longirostris)[28]
      - E. malayana[29]
      - Talp de l'Himàlaia (E. micrura)[30]
      - Talp de muntanya japonès (E. mizura)[31]
      - E. orlovi[32]
      - Talp de dents petites (E. parvidens)[33]
      - E. subanura[34]

    - Gènere Mogera
      - Talp d'Echigo (Mogera etigo)[35]
      - Talp insular (Mogera insularis)[36]
      - Talp japonès petit, (Mogera imaizumii)[37]
      - Talp de Kobe (Mogera kobeae)[38]
      - Talp gros (Mogera robusta)[39]
      - Talp de Sado (Mogera tokudae)[40]
      - Talp del Japó (Mogera wogura)[41]
      - Mogera kanoana[42]
      - Talp de les illes Senkaku (Mogera uchidai)[43]

    - Gènere Parascaptor
    - Gènere Scaptochirus
    - Gènere Talpa
      - Talpa altaica
      - Talpa aquitania
      - Talpa caeca
      - Talpa caucasica
      - Talpa europaea
      - Talpa davidiana
      - Talpa levantis
      - Talpa martinorum
      - Talpa occidentalis
      - Talpa romana
      - Talpa stankovici

  - Tribu Urotrichini
    - Gènere Dymecodon
    - Género Urotrichus
- Subfamília Uropsilinae[44]
  - Gènere Desmanella
  - Gènere Uropsilus
    - Uropsilus aequodonenia
    - Talp musaranya d'Anderson (Uropsilus andersoni)
    - Talp musaranya gràcil (Uropsilus gracilis)
    - Uropsilus investigator
    - Talp musaranya xinès (Uropsilus soricipes)